# Josef Řezníček
Josef Řezníček (* 30. November 1966 in Plzeň, Tschechoslowakei) ist ein ehemaliger tschechischer Eishockeyspieler, der in seiner aktiven Zeit von 1983 bis 2009 über 1000 Spiele in der tschechischen Extraliga und tschechoslowakischen 1. Liga absolviert hat. Zudem spielte er für die Füchse Sachsen in der Deutschen Eishockey Liga.

## Karriere
Josef Řezníček begann seine Karriere als Eishockeyspieler in seiner Heimatstadt beim TJ Škoda Plzeň, für dessen Profimannschaft er von 1983 bis 1992 in der höchsten tschechoslowakischen Spielklasse aktiv war. Während seines Militärdienstes spielte er für den Armeeklub ASD Dukla Jihlava, bevor er 1987 zu seinem Heimatverein zurückkehrte. In der Saison 1991/92 wurde der Verteidiger mit diesem Vizemeister der Tschechoslowakei, nachdem die Mannschaft im Playoff-Finale dem HC Dukla Trenčín unterlag. 
Vor der Saison 1992/93 wurde er vom HC Olomouc unter Vertrag genommen, bevor er an den ES Weißwasser aus der 2. Bundesliga ausgeliehen wurde. Für Weißwasser, später Füchse Sachsen, spielte der Tscheche insgesamt vier Jahre lang, wobei er 1994 zwischenzeitlich für seinen Ex-Club HC Olomouc in der Extraliga, sowie den HPK Hämeenlinna in der finnischen SM-liiga auflief. Die Saison 1995/96 beendete er schließlich beim Chamonix Hockey Club in der französischen Ligue Magnus.
Im Sommer 1996 kehrte Řezníček zu seinem Ex-Club HC Plzeň zurück, für den er in den folgenden sieben Jahren auf dem Eis stand. Nach zwei Spielzeiten beim HC Sparta Prag verließ der Linksschütze die tschechische Hauptstadt 2003 wieder und unterschrieb bei Spartas Ligarivalen HC Energie Karlovy Vary. Mit diesem wurde er 2008 zunächst Vizemeister, ehe er sich in der Saison 2008/09 mit seiner Mannschaft beim HC Slavia Prag mit dem Gewinn der tschechischen Meisterschaft für die Vorjahres-Final-Niederlage revanchieren konnte. Zuvor hatte er am 14. Dezember 2008 sein 1000. Spiel in Tschechien absolviert und ist damit der erste tschechische Spieler, der diese Marke übertraf. Im Anschluss an diesen Erfolg beendete der ehemalige tschechoslowakische Nationalspieler im Alter von 42 Jahren seine Profikarriere.
Im August 2009 kehrte er noch einmal aufs Eis zurück, als er in den Reihen der Lausitzer Füchse sein Abschiedsspiel in Weißwasser gab. Im Januar 2011 kehrte Řezníček nach Deutschland zurück, um für den EC Kassel Huskies in der Hessenliga aufzulaufen.

### International
Für die Tschechoslowakei nahm Řezníček an der Junioren-Weltmeisterschaft 1986 sowie der Weltmeisterschaft 1991 teil.

## Erfolge und Auszeichnungen
- 1986 Tschechoslowakischer Vizemeister mit ASD Dukla Jihlava
- 1987 Tschechoslowakischer Vizemeister mit ASD Dukla Jihlava
- 1992 Tschechoslowakischer Vizemeister mit dem TJ Škoda Plzeň
- 1994 Tschechischer Meister mit dem HC Olomouc
- 2008 Tschechischer Vizemeister mit dem HC Energie Karlovy Vary
- 2009 Tschechischer Meister mit dem HC Energie Karlovy Vary

- Rekordhalter für die meisten Spiele in Tschechien (inkl. Tschechoslowakei): 1035 Spiele, 118 Tore, 376 Vorlagen, 494 Scorerpunkte